# Daniel Vacek
Daniel Vacek, né le 1er avril 1971 à Prague, est un joueur de tennis tchèque, professionnel sur le Circuit ATP de 1990 à 2003.

## Biographie

### Carrière
Durant sa carrière, Daniel Vacek atteint cinq fois la finale d'un tournoi ATP en simple, s'inclinant à chaque fois. Sa dernière défaite en finale remonte au tournoi de Toulouse face au Français Nicolas Escudé le 3 octobre 1999.

## Palmarès

### En double messieurs
| 25 titres en double | 3 G. Chelem | 3 G. Chelem | 3 G. Chelem | 3 G. Chelem | 0 Masters  | 0 Masters  | 0 Masters   | 0 Masters   | 1 Masters 1000 | 1 Masters 1000 | 1 Masters 1000 | 1 Masters 1000 | 6 ATP 500           | 6 ATP 500           | 6 ATP 500           | 6 ATP 500           | 15 ATP 250          | 15 ATP 250          | 15 ATP 250     | 15 ATP 250     | 0 JO           | 0 JO           | 0 JO           | 0 JO           |
| 25 titres en double | 10 sur dur  | 10 sur dur  | 10 sur dur  | 10 sur dur  | 10 sur dur | 10 sur dur | 0 sur gazon | 0 sur gazon | 0 sur gazon    | 0 sur gazon    | 0 sur gazon    | 0 sur gazon    | 10 sur terre battue | 10 sur terre battue | 10 sur terre battue | 10 sur terre battue | 10 sur terre battue | 10 sur terre battue | 5 sur moquette | 5 sur moquette | 5 sur moquette | 5 sur moquette | 5 sur moquette | 5 sur moquette |

## Parcours dans les tournois duGrand Chelem

### En simple
| Année | Open d'Australie | Open d'Australie | Internationaux de France | Internationaux de France | Wimbledon       | Wimbledon      | US Open         | US Open      |
| ----- | ---------------- | ---------------- | ------------------------ | ------------------------ | --------------- | -------------- | --------------- | ------------ |
| 1991  | 1er tour (1/64)  | J. Yzaga         | —                        | —                        | —               | —              | —               | —            |
| 1992  | —                | —                | —                        | —                        | —               | —              | —               | —            |
| 1993  | 2e tour (1/32)   | M. Washington    | 1er tour (1/64)          | S. Pescosolido           | 1er tour (1/64) | J. Stoltenberg | 2e tour (1/32)  | P. Sampras   |
| 1994  | 3e tour (1/16)   | W. Ferreira      | 3e tour (1/16)           | J. Eltingh               | 1/8 de finale   | P. Sampras     | 2e tour (1/32)  | P. Sampras   |
| 1995  | 1er tour (1/64)  | M. Damm          | 2e tour (1/32)           | M. Chang                 | 1er tour (1/64) | W. Ferreira    | 1/8 de finale   | P. McEnroe   |
| 1996  | 1er tour (1/64)  | T. Martin        | 1er tour (1/64)          | S. Schalken              | 1er tour (1/64) | P. Rafter      | 1er tour (1/64) | V. Spadea    |
| 1997  | 1er tour (1/64)  | T. Carbonell     | 1er tour (1/64)          | C. Woodruff              | 1er tour (1/64) | D. Rikl        | 1/8 de finale   | G. Rusedski  |
| 1998  | 2e tour (1/32)   | K. Kučera        | 3e tour (1/16)           | M. Safin                 | 3e tour (1/16)  | G. Ivanišević  | 1er tour (1/64) | M. Ríos      |
| 1999  | 2e tour (1/32)   | W. Ferreira      | 1er tour (1/64)          | A. Calleri               | 3e tour (1/16)  | K. Kučera      | 2e tour (1/32)  | J. Gimelstob |
| 2000  | 2e tour (1/32)   | I. Kafelnikov    | —                        | —                        | —               | —              | —               | —            |
| 2001  | —                | —                | —                        | —                        | 1er tour (1/64) | P. Rafter      | 1er tour (1/64) | G. Kuerten   |
| 2002  | 1er tour (1/64)  | D. Nalbandian    | —                        | —                        | —               | —              | —               | —            |

N.B. : à droite du résultat se trouve le nom de l'ultime adversaire.

### En double
| Année | Open d'Australie             | Open d'Australie           | Internationaux de France         | Internationaux de France   | Wimbledon                      | Wimbledon              | US Open                       | US Open                    |
| ----- | ---------------------------- | -------------------------- | -------------------------------- | -------------------------- | ------------------------------ | ---------------------- | ----------------------------- | -------------------------- |
| 1991  | 1er tour (1/32) V. Flégl     | Bo. Becker P. Kühnen       | 2e tour (1/16) M. Oosting        | G. Forget J. Hlasek        | 2e tour (1/16) R. Krajicek     | K. Flach R. Seguso     | 1er tour (1/32) V. Flégl      | O. Camporese G. Ivanišević |
| 1992  | 2e tour (1/16) M. Schapers   | G. Bloom P. Wekesa         | 1er tour (1/32) M. Schapers      | J. Fitzgerald A. Järryd    | 2e tour (1/16) M. Schapers     | J. Frana L. Lavalle    | 1er tour (1/32) M. Schapers   | S. Casal E. Sánchez        |
| 1993  | 1er tour (1/32) P. Korda     | J. Grabb R. Reneberg       | —                                | —                          | 2e tour (1/16) C. Suk          | R. Deppe M. Knowles    | 1er tour (1/32) M. Oosting    | P. Annacone D. Wheaton     |
| 1994  | 2e tour (1/16) J. Siemerink  | A. Kratzmann M. Kratzmann  | —                                | —                          | 1er tour (1/32) J. Hlasek      | C. Bailey G. Rusedski  | 1er tour (1/32) M. Oosting    | N. Kulti M. Larsson        |
| 1995  | 2e tour (1/16) C. Suk        | R. Leach S. Melville       | 2e tour (1/16) C. Suk            | R. Leach S. Melville       | 1er tour (1/32) C. Suk         | R. Leach S. Melville   | 2e tour (1/16) C. Suk         | R. Gilbert G. Raoux        |
| 1996  | 1/8 de finale C. Suk         | S. Draper J. Stoltenberg   | Victoire I. Kafelnikov           | G. Forget J. Hlasek        | 1er tour (1/32) J. Stoltenberg | J. Palmer J. Stark     | 1er tour (1/32) D. Prinosil   | L. Bale G. Köves           |
| 1997  | —                            | —                          | Victoire I. Kafelnikov           | T. Woodbridge M. Woodforde | 1er tour (1/32) I. Kafelnikov  | E. Sánchez F. Santoro  | Victoire I. Kafelnikov        | J. Björkman N. Kulti       |
| 1998  | 1er tour (1/32) J. Siemerink | L. Lobo J. Sánchez         | 2e tour (1/16) I. Kafelnikov     | J. Burillo M.-K. Goellner  | 1/8 de finale I. Kafelnikov    | N. Kulti D. Macpherson | 2e tour (1/16) I. Kafelnikov  | N. Kulti M. Tillström      |
| 1999  | 1/4 de finale I. Kafelnikov  | T. Woodbridge M. Woodforde | 1/4 de finale D. Prinosil        | G. Ivanišević J. Tarango   | 1er tour (1/32) D. Prinosil    | B. MacPhie J. Tarango  | 1er tour (1/32) I. Kafelnikov | B. Ellwood M. Tebbutt      |
| 2000  | 1er tour (1/32) J. Tarango   | A. Olhovskiy J. Siemerink  | —                                | —                          | —                              | —                      | —                             | —                          |
| 2001  | —                            | —                          | —                                | —                          | —                              | —                      | 1er tour (1/32) J. Tarango    | W. Ferreira I. Kafelnikov  |
| 2002  | 1/8 de finale T. Cibulec     | J. Boutter A. Clément      | 1er tour (1/32) M. Hill          | B. Black J. Coetzee        | 1er tour (1/32) M. Hill        | D. Adams W. Ferreira   | —                             | —                          |
| 2003  | —                            | —                          | 1er tour (1/32) A.-U.-H. Qureshi | R. Leach B. MacPhie        | 1er tour (1/32) J. Thomas      | M. Llodra F. Santoro   | —                             | —                          |

N.B. : le nom du ou de la partenaire se trouve sous le résultat ; le nom des ultimes adversaires se trouve à droite.

## Participation aux Masters

### En double
| Année | Ville     | Surface         | Partenaire | Résultats | Résultat final |
| ----- | --------- | --------------- | ---------- | --------- | -------------- |
| 1995  | Eindhoven | Moquette indoor | Cyril Suk  | 2v, 2d    | Demi-finaliste |

## Vie privée
Sa nièce Nicole Vaidišová est également professionnelle sur le Circuit WTA.